# باري روجرز
باري روجرز (بالإنجليزية: Barry Rogers)‏ هو عازف جاز أمريكي، ولد في 22 مايو 1935، وتوفي في 18 أبريل 1991 في واشنطن هايتس ‏ في الولايات المتحدة.

## وصلات خارجية
- باري روجرز على موقع ميوزك برينز (الإنجليزية)
- باري روجرز على موقع أول ميوزيك (الإنجليزية)
- باري روجرز على موقع ديسكوغز (الإنجليزية)